# Exécutions dans les ruines du ghetto de Varsovie (1943-1944)
 (août 2018).
Le contenu est difficilement compréhensible vu les erreurs de traduction, qui sont peut-être dues à l'utilisation d'un logiciel de traduction automatique.
 (juillet 2020).
Si vous disposez d'ouvrages ou d'articles de référence ou si vous connaissez des sites web de qualité traitant du thème abordé ici, merci de compléter l'article en donnant les références utiles à sa vérifiabilité et en les liant à la section « Notes et références ».

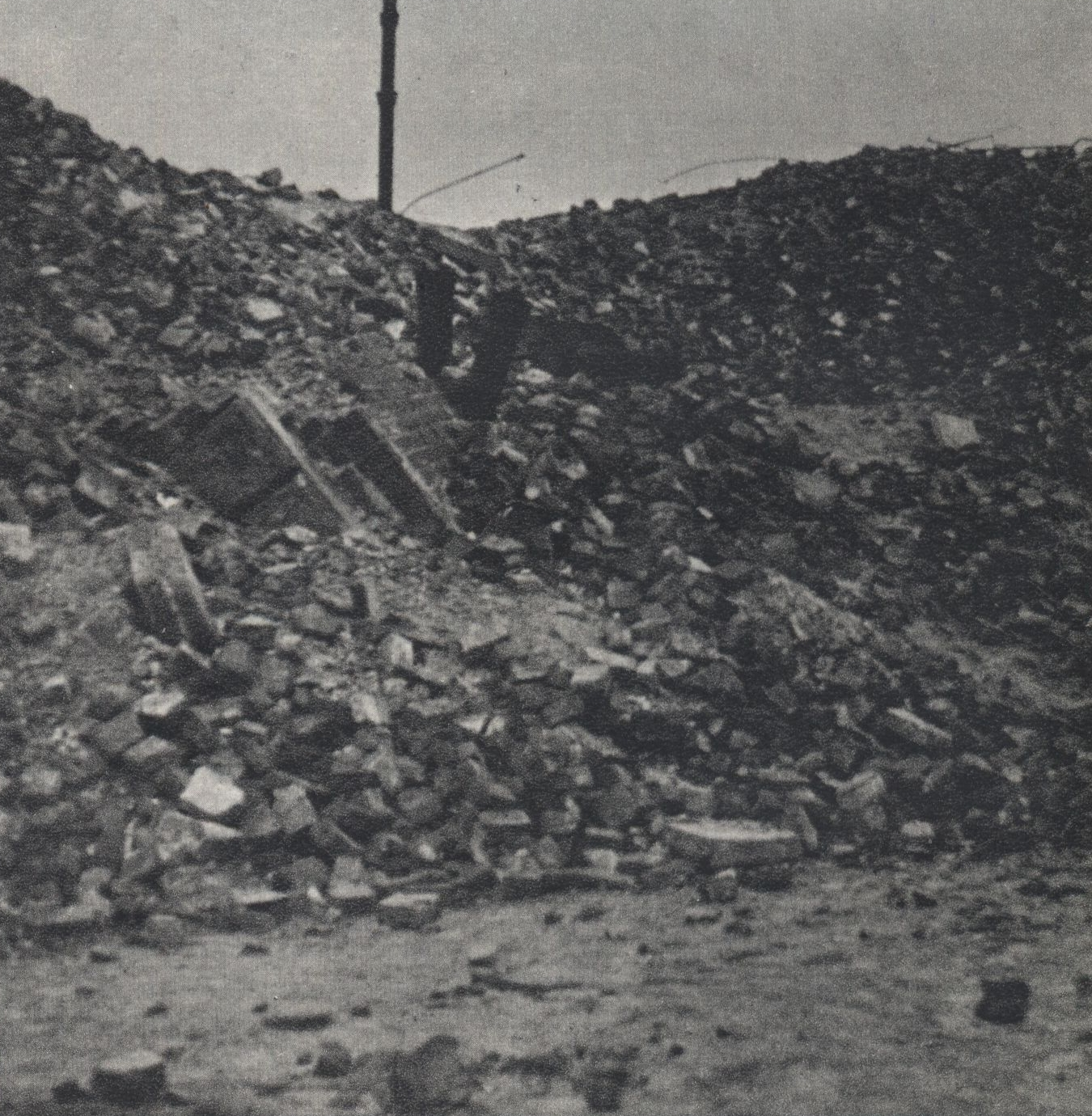
Les ruines du 27 rue Dzielna. Des milliers des prisonniers de Pawiak y ont été tués dans les années 1943-1944

Les exécutions dans les ruines du ghetto de Varsovie (1943-1944) sont des exécutions massives de prisonniers politiques polonais et de personnes d’origine juive, effectuées par les forces d’occupation allemandes dans les ruines du ghetto de Varsovie.
Dès l'été 1942, les Allemands fusillent des prisonniers du dehors du ghetto. Cependant, les exécutions de ce type deviennent vraiment massives mi-mai 1943, après la répression du soulèvement du ghetto de Varsovie et pendant la démolition du quartier juif. L'action de l'extermination est permanente jusqu'à l'insurrection de Varsovie en août 1944. Les fonctionnaires de la SS et de la police allemande ont fusillé plusieurs milliers d'individus : des otages polonais (notamment les prisonniers de la prison de Pawiak et des habitants de la ville arrêtés pendant des rafles) et les Juifs pris dans la « zone aryenne ».

## Historique
Les Allemands considéraient Varsovie comme le centre de la résistance polonaise contre le « nouvel ordre » du nazisme. Bien que dans le Gouvernement général de Pologne, Varsovie ait perdu son rang de capitale pour devenir une simple ville de province, elle est restée le centre de la vie politique, intellectuelle et culturelle. Elle est aussi le siège de l'État polonais clandestin et le lieu du fonctionnement des structures fortes et bien organisées de la résistance. Le 14 décembre 1943, le gouverneur général Hans Frank note dans son journal : « Sans Varsovie dans le Gouvernement général, nous n'aurions pas 4/5ème des problèmes auxquels nous devons faire face. Varsovie est, et elle restera, un foyer de chaos, un point diffusant de l'angoisse sur ce pays ».
Dès les premiers jours de l'occupation, les Allemands terrorisent les habitants de Varsovie, et plus particulièrement les élites politiques et intellectuelles polonaises, la population juive et les personnes liées à la résistance. Les prisons de Varsovie : Pawiak, la maison d’arrêt de la rue Daniłowiczowska, la prison du quartier Mokotów et les caves du siège de la Sicherheitspolizei (Sipo) de l'avenue Szucha sont pleines de prisonniers. Les rafles, les déportations dans les camps de concentration et les exécutions de masse deviennent quotidiennes. Habituellement, les exécutions des prisonniers d'opinion se passent en secret, dans des endroits auxquels le public n'a pas accès. Ainsi, les jardins du parlement situés dans la rue Wiejska, la forêt de Kabaty, l'endroit appelé « Szwedzkie Góry » dans le quartier Bemowo, la forêt de Sękocin près de Magdalenka, les forêts de Chojnów près de Stefanów, les villages Laski, Wydmy Łuże et Wólka Węglowa près de la forêt de Kampinos et avant tout, la forêt de Palmiry étaient des lieux d'exécution principaux.
Pour les Allemands, les exécutions dans les forêts autour de Varsovie posent des problèmes de logistiques et de discrétion liés au transport des condamnés depuis les prisons de Varsovie vers les lieux d’exécutions, éloignés de quelques dizaines de kilomètres. Ces lieux doivent ensuite être protégés pour éloigner les témoins éventuels et pour empêcher la fuite des condamnés. Mais il demeure toujours possible que, par hasard ou à dessein, les habitants des villages voisins découvrent les fosses communes.

## Premières exécutions dans les ruines du ghetto

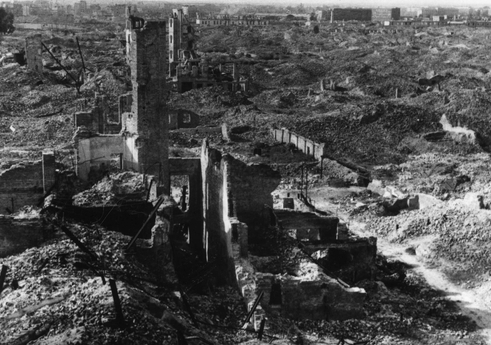
Les ruines du ghetto de Varsovie

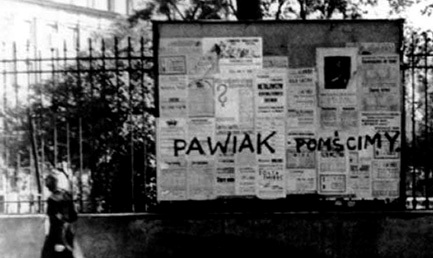
« Nous vengerons Pawiak ». Une inscription faite par les scouts de l’organisation « Wawer » sur le tableau d’affichage de la barrière du jardin de Bank Gospodarstwa Krajowego, rue Bracka

À partir de juin 1942, de petits groupes de Polonais (quelques personnes, voir quelques dizaines de personnes) sont exécutées dans le ghetto, complètement isolé du reste de la ville à cette période. Les cadavres sont laissés dans les rues, où ils sont ensuite pris en charge par les travailleurs juifs responsables du nettoyage des rues, pour être enterrés dans le cimetière juif de Varsovie ou sur le terrain du sport du « Skra ». Les exécutions sont plus nombreuses pendant la grande action de réinstallation dans le ghetto (été 1942), car il était plus facile de cacher ces meurtres et de se débarrasser des corps dans le chaos général,.
Au printemps 1943, les Allemands liquident complètement le ghetto en réprimant brutalement le soulèvement déclenché par la résistance juive. Les terrains du ghetto sont changés en « désert de pierres et de briques ». La direction de la Gestapo à Varsovie décide que ces ruines peuvent servir de lieu d'exécutions massives des Polonais. Le SS-Gruppenführer, Jürgen Stroop, Höhere SS- und Polizeiführer du district de Varsovie, impute cette idée au Dr Ludwig Hahn (en), « commandant de la police de sécurité et du service de sécurité » (KdS) de Varsovie. Pendant son emprisonnement dans la prison de Mokotów, Stroop raconte à son codétenu, Kazimierz Moczarski ses discussions avec Hahn.

« « Le Dr Hahn disait quelque chose comme ҫa : Utilisons Grossaktion pour éliminer aussi les Polonais. Beaucoup de Juifs du ghetto sont morts et beaucoup mourront encore. Il y a des cadavres partout, donc même si on y ajoute quelques milliers de Polonais, personne ne pourra le vérifier » - rapporte Jürgen Stroop »

Du point de vue de l'occupant, de nombreux arguments plaident pour l’utilisation des ruines comme le lieu d'exécutions en masse. Le quartier est situé à proximité de la prison de Pawiak, où est détenue la majorité des prisonniers politiques. Les murs du ghetto et les nombreux commissariats allemands isolent le « désert de pierres et de briques » du reste de la ville. La police traque toujours les Juifs cachés dans les ruines du ghetto, ce qui explique les détonations. Il est facile de brûler ou enterrer les corps dans les ruines. Enfin, en été 1943, sur le terrain de l'ancien ghetto (aux environs de la rue Gęsia), le camp de concentration de Varsovie, commence à fonctionner. Son personnel sert aux exécutions, tandis que les prisonniers et le crématorium sont utilisés pour faire disparaître toutes traces des meurtres.
La première exécution de prisonniers de Pawiak dans les ruines du ghetto a lieu le 7 mai 1943, avant la fin du soulèvement du ghetto. Ce jour-là, à la porte du 21 de la rue Dzielna, 94 personnes sont exécutées. Dès la fin mai 1943, des exécutions ont lieu tous les jours dans le ghetto. Les Allemands cessent quasiment de fusiller les condamnés dans les forêts environnantes. Au lieu de déporter les prisonniers vers les camps de concentration, les occupants les exécutent, parfois après quelques jours d'enquête. Tous les jours, des Juifs, ou les Polonais qui les abritent, sont attrapés dans la « zone aryenne ». Dans la majorité des cas, l'identité des victimes est inconnue, les Juifs n'étant tout simplement pas inscrits dans le registre de Pawiak. Ils n'y demeurent que quelques heures, voire quelques jours avant d'être fusillés. Souvent, des familles entières sont ainsi liquidées, femmes et enfants compris.
Les exécutions ont lieu dans différents endroits du ghetto, le plus souvent dans une propriété au 25/27 de la rue Dzielna, dans le jardin du 29 de la rue Nowolipki et dans la cour du 19 de la rue Zamenhofa,. Les prisonniers de Pawiak et de l'extérieur de la ville sont fusillés dans le camp de concentration KL Warschau. Les corps sont brûlés au 45 de la rue Gęsia 45, au 27 de la rue Pawia, ou sur dans l'enceinte du camp de concentration de Varsovie (sur les bûchers construits de parties des maisons en bois ou dans le crématorium),. Les Sonderkommandos composés de Juifs (les prisonniers des camps) sont chargés de ces opérations.
Les informations sur les crimes commis par les Allemands, diffusées par des membres de l'Armée de l'Intérieur (AK) travaillant à Pawiak, sont incomplètes, il est donc impossible de déterminer les dates et les détails de toutes les exécutions dans les ruines du ghetto. Cependant, on sait que chaque jour jusqu'à une dizaine de personnes ont été exécutées. Dans des cas particuliers, le nombre des victimes augmentait de quelques dizaines ou même quelques centaines. Le 29 mai 1943, 530 prisonniers de Pawiak sont exécutés dans l'ancien ghetto. Cette exécution a un fort impact sur la vie de Varsovie – les inscriptions « Nous vengerons Pawiak » (en polonais : Pawiak pomścimy) commencent à apparaître massivement sur les murs de la ville. Le 24 juin 1943, durant la grande exécution suivante, environ 200 personnes sont abattues. Le 15 juillet 1943, entre 260 et 300 Polonais et Juifs, arrêtés après l'affaire de l'Hôtel Polski, sont fusillés. Le jour suivant, dans le camp de concentration sur la rue Gęsia, 132 prisonniers sont également fusilliés.

## Les exécutions sous le régime de Kutschera

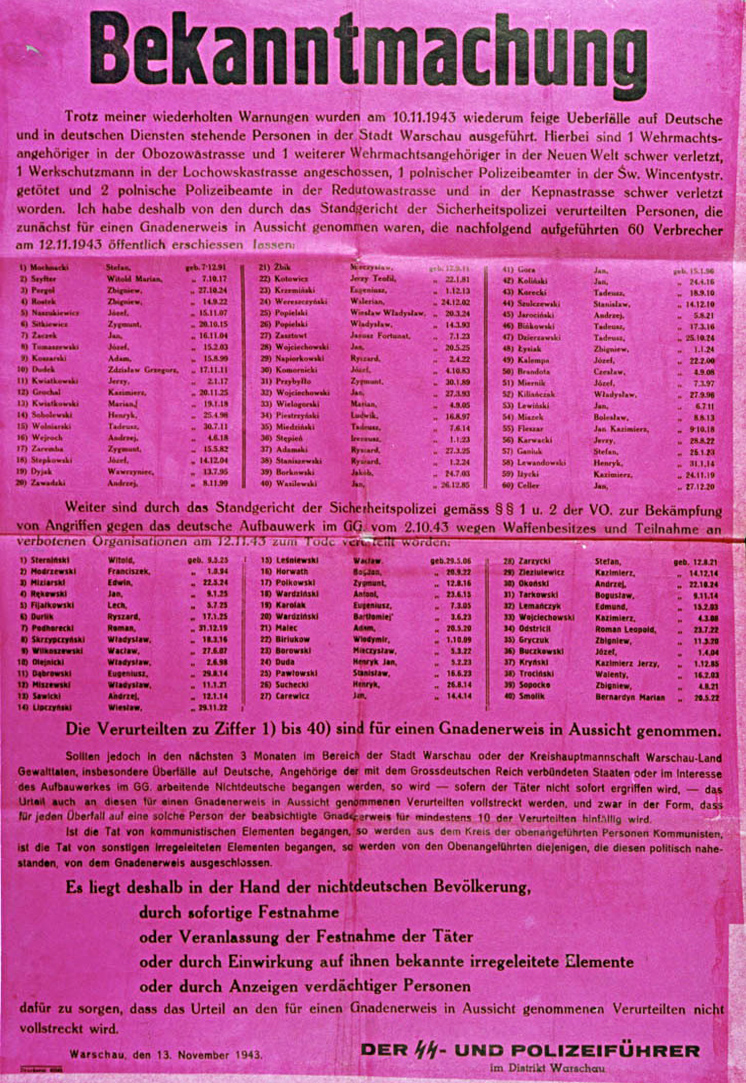
Une ordonnance qui informe de l’exécution de 100 prisonniers. Varsovie, le 3 décembre 1943

En octobre 1943, la répression envers la population de Varsovie s'intensifie radicalement. Les Allemands accroissent leurs efforts pour briser la résistance des Polonais. Le 2 octobre 1943, une ordonnance d'Hans Frank annonce : « la lutte contre les attaques contre l’œuvre de renouveau dans le Gouvernement général ». Elle légitime la règle de responsabilité collective utilisée par l'occupant en supposant que « les instigateurs et les complices des crimes seront punis comme les auteurs » et « Une tentative de crime sera punie comme un crime commis ». La seule peine prévue est la peine de mort. L’intensification de la terreur à Varsovie coïncide avec l'entrée en fonction, le 25 septembre 1943, du chef de la police de district de Varsovie, le SS-Brigadeführer Franz Kutschera. Le nouveau SS-und Polizeiführer est partisan d'une politique brutale envers les nations conquises par le Troisième Reich. Les exécutions massives d'otages faites en rétorsion de chaque action anti-allemande sont le moyen de pacifier Varsovie. Les fusillades doivent avoir lieu non seulement dans les ruines du ghetto, mais aussi de manière ouverte, dans les rues, afin de faire peur aux habitants et jeter une ombre sur les relations entre les citoyens et la résistance.
À partir du 13 octobre 1943, une vague de rafles annonce le renforcement de la politique de l’occupant. Elles ont lieu presque tous les jours, parfois même plusieurs fois par jour dans plusieurs endroits de la ville. La première exécution de rue a lieu le 16 octobre, dans l'avenue Niepodległości, à l'angle de la rue Madalińskiego. Pour renforcer l'effet psychologique, les noms des otages exécutés sont annoncés par mégaphones ainsi que les noms de ceux qui seront exécutés en cas d'une nouvelle attaque anti-allemande. Après quelque temps, les annonces par mégaphone sont remplacées par des affiches (Bekanntmachung). Imprimées sur papier rose, portant la signature anonyme « SS et chef de la police de Varsovie » elles apparaissent pour la première fois le 30 octobre 1943.
Les rafles et les exécutions massives, qui font des centaines de victimes innocentes, bouleversent Varsovie. Les répressions précédentes ciblaient des milieux sociaux ou politiques spécifiques, mais désormais la terreur de Kutschera frappe au hasard. Parmi les victimes se trouvent des prisonniers politiques arrêtés par la Gestapo mais aussi des habitants ordinaires, arrêtés accidentellement dans des rafles de rue. Parallèlement aux exécutions de rue qui marquent l'opinion publique, le nombre des exécutions, cachées dans les ruines du ghetto, augmente considérablement. Entre le 15 octobre 1943 et le 15 mai 1944, les Allemands fusillent dans la ville et aux alentours près de 5 000 personnes (environ 270 à 300 par semaine) – dont environ 3 800 dans les ruines du ghetto. Cela signifie 3-4 personnes tuées en secret dans le ghetto pour une personne fusillée lors des exécutions publiques.
Durant cette période, des exécutions ont lieu plusieurs fois par jour, dans les ruines du ghetto. Parfois, des dizaines ou même des centaines de prisonniers ou d’habitants ordinaires sont abattus en une seule exécution. Dans la nuit du 17 au 18 octobre 1943 eu lieu une des plus importantes exécutions de l’histoire de Pawiak, qui a duré jusqu’à 4h du matin. Les prisonniers ont été sortis nus de la prison et fusillés à l’arme automatique au 36-42 de la rue Pawia et au 37-42 de la rue Dzielna. Environ 600 personnes sont mortes. Dans la prison, des rumeurs disaient que l’exécution était si horrible qu’un SS s’est suicidé après. Le 23 octobre 1943, environ 300 otages arrivés la veille du quartier Praga, ont été fusillées dans les ruines. Les exécutions massives ont eu lieu aussi le 12 et 13 novembre (respectivement 240 et 120 victimes), le 9 décembre (environ 146 victimes – dont 16 femmes juives et un petit enfant), le 14 décembre (230 victimes), le 16 décembre (environ 100 victimes), le 13 janvier 1944 (environ 260 victimes) et le 28 janvier (environ 170-180 victimes).
D’après les informations des membres de conspiration à Pawiak, les Allemands ont commencé en même temps à couvrir les traces d’exécutions et les preuves des crimes commis dans le ghetto de Varsovie. Les commandos composés des prisonniers de KL Warschau, sous la supervision des Allemands, ont commencé à déterrer les corps des fosses communes situées dans l’ancien ghetto et dans le cimetière juif. Les corps exhumés ont ensuite été brûlés ou fait explosés. Selon Regina Domańska, le 17 novembre 1943, les Allemands ont amené environ 300 hommes dans les ruines de l’une des maisons du ghetto puis ont fait exploser le bâtiment.
Le 1er février 1944, les soldats du groupe « Pegaz » de l’unité Kedyw dans l'armée de l'intérieur ont réussi un attentat contre Kutschera fait dans la rue Aleje Ujazdowskie. La majorité des victimes d’exécutions de représailles faites dans les jours suivants a été tuée dans les ruines du ghetto. Déjà le 2 février, les Allemands ont fusillé 300 otages polonais, dont 100 dans l’exécution à l’intersection des rues Aleje Ujazdowskie et Chopina (près du lieu de l’attentat), et les autres 200 personnes dans le terrain du ghetto. Les exécutions massives suivantes ont eu lieu le 3 février (environ 150 victimes), le 10 février (environ 330 victimes) et le 15 février (environ 210 victimes, dont 18 femmes).

## Derniers mois de l’occupation
Après la mort de Kutschera, la terreur envers la population civile s’est apaisée. Les Allemands ont arrêté les exécutions dans les rues, ils n’ont plus informé des fusillades par mégaphones ou affiches. Ils ne voulaient pas donner aux Polonais des occasions de manifester des sentiments patriotiques. Néanmoins, l’extermination dans les ruines du ghetto a continué. Au printemps 1943, des dizaines ou même des centaines des prisonniers de Pawiak ou des personnes de la ville ont été fusillées quotidiennement. Le 22 février 1944, environ 312 personnes ont été exécutées dans les ruines du ghetto. Le 28 février, environ 100 prisonniers de Pawiak ont été fusillés. Le 4 mars, les corps de 84-100 prisonniers (dont 4 femmes juives) ont été jetés dans le sous-sol des ruines d'une maison de la rue Nowolipie (au coin de la rue Karmelicka) et enflammés. Certains des prisonniers, gravement blessés, ont été brûlés vif. Six jours plus tard, 40 Juifs, capturés dans une cachette de la rue Grójecka et quelques Polonais les abritant (Mieczysław Wolski et Władysław Marczak avec sa famille) ont été fusillés dans le ghetto. Parmi les victimes, il avait l’historien juif, Emanuel Ringelblum. Le 21 mars, 200 autres personnes, principalement des habitants de villages près de Varsovie, ont été assassinées dans le ghetto. Jusqu’au soir, le rougeoiement dans le ciel devant le crématorium KL Warschau était visible et l’odeur de la chair brûlée se dégageait nettement,.
Des exécutions massives dans les ruines du ghetto ont aussi eu lieu : le 16 mars (environ 185 victimes), le 29 mars (100 à 150 victimes), le 30 mars (environ 95 victimes), le 31 mars (environ 140 victimes, dont 60-70 personnes arrivées de Łowicz), le 6-7 avril (environ 100 victimes), le 13 avril (environ 115 victimes), le 14 avril (154 à 163 victimes), le 15 avril (environ 100 victimes), le 17 avril (environ 140 victimes), le 26 avril (environ 110 victimes), le 11 mai (120 à 130 victimes, dont une Russe et plusieurs Juifs), le 19 mai (environ 103 victimes), le 20 mai (160 à 200 victimes), le 22 mai (environ 200 victimes), le 27 mai (environ 100 victimes), le 5-6 juin (environ 110 victimes, dont une femme enceinte de 7 mois), le 9-10 juin (plus de 100 victimes) [49]. Il faut y ajouter de nombreuses exécutions de petits groupes de prisonniers (souvent d’origine juive), dont le nombre est impossible à déterminer [50]. Après la révolte échouée des prisonniers de la section III de Pawiak (de la nuit du 19 au 20 juillet 1944), 154 personnes (selon d’autres sources – 173) ont été fusillées.
À cause du Front de l’Est qui approchait, la fin juillet 1944, les Allemands ont commencé à liquider Pawiak. Le grand transport d’évacuation avec plus de 1800 prisonniers est sorti de la Varsovie le 30 juillet. Avant cette date, les actions visant à couvrir les traces des crimes à Varsovie ont été intensifiées (entre autres, le 8 juin, on a fait exploser les bâtiments sur la rue Nowolipki, où les exécutions avaient eu lieu régulièrement). Le 13 août 1944, deux semaines après le début de l’insurrection de Varsovie, les exécutions dans les ruines du ghetto se poursuivent. Les Allemands y fusillent environ 100 personnes dont notamment les prisonniers de Pawiak qui n’avaient pas été évacués avant l’insurrection. Parmi les victimes, il y aura 18 femmes, dont deux avec des nouveau-nés. Le 2 octobre 1944, un accord permettant l'évacuation des civils restants de Varsovie en ruine et la sédition des Résistants est signé mettant un terme à l'insurrection de Varsovie. Néanmoins, les exécutions des civils appelés alors les Robinson Crusoé de Varsovie se poursuivront jusqu'au départ des troupes allemandes, pressées par l'avance des armées russes.

## Bilan
Il est impossible de déterminer le nombre exact des victimes des exécutions dans les ruines du ghetto de Varsovie. Krzysztof Dunin-Wąsowicz a calculé qu’entre le 1er janvier 1943 et le 31 juillet 1944, les occupants allemands ont tué environ 20 500 personnes dans les exécutions publiques ou cachées à Varsovie (la majorité de victimes a été probablement fusillée dans l’ancien quartier juif. En revanche, selon les historiens de l’Institut de la mémoire nationale (pol. IPN), dans les années 1943-1944, environ 20 000 personnes ont été tuées dans les ruines du ghetto (dont environ 10 000 Polonais). Cependant, il est difficile de déterminer le nombre des prisonniers de KL Warschau (le plus souvent c’étaient les Juifs issus de différents pays européens) et des habitants de Varsovie ou des environs, fusillés dans le ghetto durant les actions de représailles. Le nombre le plus probable des personnes tuées dans les ruines du ghetto s’élève donc à plusieurs milliers de personnes. D’après les calculs de Władysław Bartoszewski (ils sont basés sur les rapports estimatifs des membres de la conspiration de Pawiak et prennent en considération les exécutions dans lesquelles l’estimation du nombre des victimes était possible), entre le 7 mai 1943 et 13 août 1944, on a assassiné environ 9600 personnes.
Parmi les personnes tuées dans les ruines du ghetto, on trouve notamment : Mikołaj Arciszewski (journaliste, caricaturiste, chef de l’un des réseaux de renseignement de l’Union soviétique à Varsovie), Mieczysław Bilek (président du Parti démocratique, ex-président de la ville Gdynia), Sławomir Bittner (vice chef scout (pol. podharcmistrz), commandant de la compagnie dans le Bataillon „Zośka”), Stanisław Chudoba (chef du Parti ouvrier des socialistes polonais (pol. RPPS)), Tytus Czaki (un des organisateurs de Związek Strzelecki, président d’avant-guerre de Brześć nad Bugiem et de Włocławek), Hanna Czaki (la fille de Tytus, scout, messagère et secrétaire du chef du département de l’information dans le bureau de l’information et de la propagande d’Armia Krajowa), Paweł Finder et Małgorzata Fornalska (dirigeants du Parti ouvrier polonais), Tadeusz Hollender (poète, satiriste, publiciste), sous-lieutenant Jan Hörl pseudonyme Frog (soldat d’Armia Krajowa, « cichociemny »), Gustaw Kaleński (historien, archiviste, capitaine de l’armée polonaise retraité), Stefan Kapuściński (syndicaliste de Silésia), Mieczysław Kotarbiński (peintre, graphique), le Dr Józef Lewicki (pédagogue, historien de l’éducation, professeur de l’école Wolna Wszechnica Polska à Varsovie), professeur Tadeusz Pruszkowski (peintre, critique de l’art, pédagogue), Emanuel Ringelblum (célèbre historien d’origine juive), colonel Józef Rosiek (inspecteur de la « zone de Varsovie » (pol. Obszar warszawski) d’Armia Krajowa), Stefan Sacha (président du conseil général du partii Stronnictwo Narodowe).

## Coupables
Les responsables principaux de milliers de meurtres commis dans les ruines du ghetto sont les chefs supérieurs de la SS et de la Police du district de Varsovie qui ont exercé leurs fonctions de mai 1943 à août 1944 : SS-Brigadeführer Jürgen Stroop (condamné à mort après la guerre par le tribunal polonais et exécuté le 6 mars 1952), SS-Brigadeführer Franz Kutschera (tué par les soldats de « Kedyw » d’Armia Krajowa le 1er février 1944), SS-Oberführer Herbert Böttcher (condamné à mort après la guerre par le tribunal polonais et exécuté le 12 juin 1950) et SS-Oberführer Paul Otto Geibel (condamné à la prison à vie par le tribunal polonais, en 1966, il s’est suicidé dans la prison de Mokotów). 
Le docteur Ludwig Hahn, commandant de la police de sécurité et du service de sécurité de Varsovie, joua un rôle particulier dans l’action d’extermination. Il est l’auteur de l’idée de l’adaptation des ruines du ghetto à l’action de l’extermination. Après la guerre, pendant plusieurs années, il habite à Hambourg sous son vrai nom. Il ne comparait devant la justice qu’en 1972, où il est condamné à 12 ans de prison, après un procès qui a duré une année. Pendant un procès en révision, le jury prononce une peine de prison à vie, mais Hahn est sorti de prison en 1983 et il est mort trois ans plus tard.
Les exécutions furent conduites par :
- Les fonctionnaires du service de la sécurité et de la police de sûreté à Varsovie (le siège dans l’Avenue Szucha) sous la direction du Dr Hahn.
- Les membres du personnel de Pawiak
- Les membres du personnel de KL Warschau
- Les officiers de la SS du bataillon III et du régiment 23 de la SS (Batalion III/SS-Polizei Regiment 23) sous la direction du major Otton Bundtke[9]

SS-Obersturmführer Norbert Bergh-Trips, SS-Hauptsturmführer Paul Werner et SS-Obersturmführer Walter Witossek ont dirigé les exécutions publiques et cachées à Varsovie plusieurs fois. Ce dernier a souvent présidé le groupe des trois policiers qui signait massivement les formulaires avec les sentences à mort des prisonniers d’opinion polonais. Les peines étaient ensuite prononcées par le tribunal ad hoc (Standgericht) de la police de sûreté,.